# Qualificazioni alla Coppa delle nazioni africane 2013
Questa voce raccoglie un approfondimento sui risultati degli incontri per l'accesso alla fase finale della Coppa delle nazioni africane 2013.

## Formato, regolamento e sorteggio
La competizione vede partecipare 47 nazionali, incluso il Sudafrica, che è automaticamente qualificato in quanto organizzatore dell'evento.
A causa dello spostamento negli anni dispari della Coppa d'Africa, per quest'edizione è stato accorciato il formato delle qualificazioni.
46 squadre si affronteranno nelle qualificazioni in tre turni ad eliminazione diretta.
- Turno preliminare: vi partecipano le quattro nazionali più basse nel ranking.
- Primo turno: le due vincitrici del turno preliminare si aggiungeranno alle 26 squadre che non si sono qualificate alla Coppa d’Africa 2012.
- Secondo turno: le quattordici vincitrici del primo turno si aggiungeranno alle 16 squadre che hanno partecipato alla Coppa d'Africa 2012.

Le 15 squadre vincitrici del secondo turno parteciperanno alla fase finale.
Il sorteggio del turno preliminare e del primo è stato fatto il 28 ottobre 2011 a Malabo (Guinea Equatoriale).
Di seguito la lista delle 46 partecipanti alle qualificazioni:
| Direttamente al secondo turno (qualificate a CAN 2012)                                                                                  | Direttamente al primo turno (non qualificate a CAN 2012)                                                       | Direttamente al primo turno (non qualificate a CAN 2012)                                                                      | Turno preliminare (squadre più basse nel ranking) |
| --- | --- | --- | ------------------------------------------------- |
| Angola Botswana Burkina Faso Costa d'Avorio Gabon Ghana Guinea Guinea Equatoriale Libia Mali Marocco Niger Senegal Sudan Tunisia Zambia | Algeria Benin Burundi Camerun Capo Verde Ciad Rep. del Congo Egitto Etiopia Gambia Guinea-Bissau Kenya Liberia | Madagascar Malawi Mozambico Namibia Nigeria Rep. Centrafricana RD del Congo Ruanda Sierra Leone Tanzania Togo Uganda Zimbabwe | Lesotho São Tomé e Príncipe Seychelles eSwatini   |

Note
- Al Togo erano state vietate le partecipazioni alle Coppe delle nazioni africane 2012 e 2013 ad opera della CAF che aveva bandito questa nazionale in conseguenza del suo ritiro nell'edizione del 2010 dopo l'attentato mortale subito l'8 gennaio 2010. In seguito all'accettazione del ricorso presentato alla FIFA, tale divieto è stato revocato, con effetto immediato, il 14 maggio 2010. In questo modo al Togo è stato permesso l'accesso alle qualificazioni per le suddette due edizioni del torneo continentale.
- Non partecipanti:  Comore  Gibuti  Eritrea  Mauritania  Mauritius  Somalia.

## Turno preliminare

### Tabella riassuntiva
| Squadra 1           | Totale | Squadra 2 | Andata | Ritorno |
| ------------------- | ------ | --------- | ------ | ------- |
| Seychelles          | n.d.1  | eSwatini  | —      | —       |
| São Tomé e Príncipe | 1 - 0  | Lesotho   | 1 - 02 | 0 - 0   |

### Andata
| Arbitro: | Soumou |

|                |           |  |
| Jair 3’ (rig.) | Marcatori |  |

### Ritorno
| Maseru 22 gennaio 2012, ore 15:00 UTC+2 | Lesotho | 0 – 0 referto | São Tomé e Príncipe | Setsoto Stadium (1 265 spett.)\| Arbitro: \| Camille \| |
| Arbitro:                                | Camille |               |                     |                                                         |

São Tomé e Príncipe avanza al primo turno contro la Sierra Leone.
Note
- 1: Non disputata perché lo eSwatini si ritira per motivi economici.[2] Le Seychelles avanzano al primo turno contro la RD del Congo.
- 2: Incontro inizialmente previsto per l'8 gennaio ma posticipato al 15 per indisponibilità di voli aerei per São Tomé via Libreville.[3] L'incontro di ritorno, previsto per il 15 gennaio, è stato posticipato al 22.

## Primo turno

### Tabella riassuntiva
| Squadra 1           | Totale            | Squadra 2          | Andata | Ritorno     |
| ------------------- | ----------------- | ------------------ | ------ | ----------- |
| Etiopia             | 1 – 1 (gfc)       | Benin              | 0 – 0  | 1 – 1       |
| Ruanda              | 0 – 2             | Nigeria            | 0 – 0  | 0 – 2       |
| Rep. del Congo      | 3 – 5             | Uganda             | 3 – 1  | 0 – 4       |
| Burundi             | 2 – 2 (gfc)       | Zimbabwe           | 2 – 1  | 0 – 1       |
| Gambia              | 2 – 6             | Algeria            | 1 – 2  | 1 – 4       |
| Kenya               | 2 – 2 (gfc)       | Togo               | 2 – 1  | 0 – 1       |
| São Tomé e Príncipe | 4 – 5             | Sierra Leone       | 2 – 1  | 2 – 4       |
| Guinea-Bissau       | 0 – 2             | Camerun            | 0 – 1  | 0 – 1       |
| Ciad                | 3 – 4             | Malawi             | 3 – 2  | 0 – 2       |
| Seychelles          | 0 – 7             | RD del Congo       | 0 – 4  | 0 – 3       |
| Tanzania            | 2 – 2 (6 – 7 dcr) | Mozambico          | 1 – 1  | 1 – 1 (dts) |
| Egitto              | 3 – 43            | Rep. Centrafricana | 2 – 3  | 1 – 1       |
| Madagascar          | 1 – 7             | Capo Verde         | 0 – 4  | 1 – 3       |
| Liberia             | 1 – 0             | Namibia            | 1 – 0  | 0 – 0       |

Note
- 3: Partite di andata e ritorno invertite. La partita Rep. Centrafricana - Egitto è stata posticipata al 30 giugno su richiesta della Federazione egiziana a causa della strage di Port Said.[4]

### Andata
| Addis Abeba 29 febbraio 2012, ore 16:00 UTC+3 | Etiopia | 0 – 0 referto | Benin | Addis Ababa Stadium (4 700 spett.)\| Arbitro: \| Kirwa \| |
| Arbitro:                                      | Kirwa   |               |       |                                                           |

| Kigali 29 febbraio 2012, ore 15:30 UTC+2 | Ruanda  | 0 – 0 referto | Nigeria | Stade Régional Nyamirambo (6 000 spett.)\| Arbitro: \| Bennett \| |
| Arbitro:                                 | Bennett |               |         |                                                                   |

| Arbitro: | Alioum |

|                                     |           |               |
| N'Guessi 1’ Oniangue 77’ (rig.) 85’ | Marcatori | 29’ Sserumaga |

| Arbitro: | Rahman |

|                         |           |            |
| Mavugo 46’ Nahayo 90+5’ | Marcatori | 60’ Musona |

| Arbitro: | Coulibaly |

|            |           |                        |
| Ceesay 27’ | Marcatori | 56’ Yahia 58’ Feghouli |

| Arbitro: | Seechurn |

|                      |           |             |
| Situma 24’ Wanga 66’ | Marcatori | 42’ Boukari |

| Arbitro: | Raphael |

|                            |           |          |
| Jair 69’ (rig.) Lasset 86’ | Marcatori | 55’ Medo |

| Arbitro: | Gassama |

|  |           |                     |
|  | Marcatori | 90+1’ Choupo-Moting |

| Arbitro: | Doue |

|                            |           |                        |
| Labbo 38’ Djime 45+3’, 53’ | Marcatori | 42’ (rig.), 67’ Nyondo |

| Arbitro: | Bangoura |

|  |           |                                    |
|  | Marcatori | 11’, 47’ Kaluyituka 28’, 90’ Mputu |

| Arbitro: | Mahmoud |

|              |           |            |
| Kazimoto 42’ | Marcatori | 23’ Clésio |

| Arbitro: | Haimoudi |

|                     |           |                         |
| Zidan 10’ Salah 48’ | Marcatori | 26’, 63’ Momi 70’ Manga |

| Arbitro: | Sikazwe |

|  |           |                                                 |
|  | Marcatori | 11’ Mendes 38’ Dady 77’ F. Varela 82’ T. Varela |

| Arbitro: | Otogo-Castane |

|              |           |  |
| Williams 67’ | Marcatori |  |

### Ritorno
| Arbitro: | Gassama |

|          |           |           |
| Poté 20’ | Marcatori | 45’ Girma |

| Arbitro: | Doue |

|                     |           |  |
| I. Uche 9’ Musa 56’ | Marcatori |  |

| Arbitro: | El Ahrach |

|                                                      |           |  |
| Mwesigwa 33’ Walusimbi 51’ (rig.) Massa 63’ Okwi 86’ | Marcatori |  |

| Arbitro: | Otogo-Castane |

|            |           |  |
| Musona 36’ | Marcatori |  |

| Arbitro: | Jedidi |

|                                      |           |             |
| Kadir 1’ Slimani 6’, 52’ Soudani 65’ | Marcatori | 15’ Gassama |

| Arbitro: | Alioum |

|           |           |  |
| Gakpé 61’ | Marcatori |  |

| Arbitro: | Lemghaifry |

|                                        |           |                  |
| K. Kamara 17’, 33’ T. Bangura 21’, 40’ | Marcatori | 2’ Jair 47’ José |

| Arbitro: | Bangoura |

|               |           |  |
| Moukandjo 81’ | Marcatori |  |

| Arbitro: | Nampiandraza |

|                           |           |  |
| J. Banda 31’ Kamwendo 73’ | Marcatori |  |

| Arbitro: | Kayindi-Ngobi |

|                                 |           |  |
| Mbokani 38’ Mpeko 45’ Kanda 90’ | Marcatori |  |

| Arbitro: | Bennett |

|                                                                      |                      |                                                                |
| Sitoe 10’                                                            | Marcatori            | 90+2’ Morris                                                   |
| Carlitos Mexer Miro Whiskey Paíto Clésio Zainadine Telinho Domingues | Tiri di rigore 7 – 6 | Morris Maftah Nditi Yondani Kapombe Bocco Domayo Ngassa Samata |

| Arbitro: | Diatta |

|                |           |            |
| Kéthévoama 23’ | Marcatori | 72’ Motaeb |

| Arbitro: | Attama |

|                          |           |           |
| Ryan 9’, 81’ Djaniny 55’ | Marcatori | 83’ Voavy |

| Windhoek 16 giugno 2012, ore 18:00 UTC+1 | Namibia | 0 – 0 referto | Liberia | Independence Stadium (2 946 spett.)\| Arbitro: \| Sikazwe \| |
| Arbitro:                                 | Sikazwe |               |         |                                                              |

## Secondo turno

### Sorteggio
Le 30 squadre qualificate per il secondo turno sono state classificate in base ai risultati ottenuti nelle ultime tre edizioni della Coppa delle Nazioni Africane. È stato adottato il seguente sistema di punteggio:
- vincitore: 7 punti;
- finalista: 5 punti;
- semifinaliste: 3 punti;
- 5-8 classificate: 1 punto.

I punteggi sono stati moltiplicati per un coefficiente assegnato a ciascuna edizione:
- edizione 2012: ×3
- edizione 2010: ×2
- edizione 2008: ×1

In caso di parità di punteggio tra due squadre, le posizioni in classifica verranno determinate prendendo in considerazione i punti ottenuti durante le tre edizioni del torneo. Le squadre sono state suddivise in due urne. Gli incontri sorteggiati sono tra squadre di urne diverse.
| Urna 1 | Urna 2 |
| --- | --- |
| 1. Zambia (26 punti) 2. Ghana (22 punti) 3. Costa d'Avorio (22 punti) 4. Mali (12 punti) 5. Tunisia (10 punti) 6. Camerun (9 punti) 7. Angola (9 punti) 8. Gabon (8 punti) 9. Nigeria (8 punti) 10. Sudan (7 punti) 11. Guinea Equatoriale (6 punti) 12. Algeria (6 punti) 13. Guinea (5 punti) 14. Burkina Faso (5 punti) 15. Marocco (4 punti) | 1. Senegal (4 punti) 2. Libia (3 punti) 3. Niger (3 punti) 4. Botswana (3 punti) 5. Malawi (2 punti) 6. Mozambico (2 punti) 7. Togo (2 punti) 8. Capo Verde (0 punti) 9. Rep. Centrafricana (0 punti) 10. RD del Congo (0 punti) 11. Etiopia (0 punti) 12. Liberia (0 punti) 13. Sierra Leone (0 punti) 14. Uganda (0 punti) 15. Zimbabwe (0 punti) |

### Tabella riassuntiva
Il sorteggio è stato effettuato a Johannesburg il 5 luglio 2012.
| Squadra 1          | Totale            | Squadra 2          | Andata | Ritorno     |
| ------------------ | ----------------- | ------------------ | ------ | ----------- |
| Mali               | 7 – 1             | Botswana           | 3 – 0  | 4 – 1       |
| Zimbabwe           | 3 – 3 (gfc)       | Angola             | 3 – 1  | 0 – 2       |
| Ghana              | 3 – 0             | Malawi             | 2 – 0  | 1 – 0       |
| Liberia            | 3 – 8             | Nigeria            | 2 – 2  | 1 – 6       |
| Zambia             | 1 – 1 (9 – 8 dcr) | Uganda             | 1 – 0  | 0 – 1 (dts) |
| Capo Verde         | 3 – 2             | Camerun            | 2 – 0  | 1 – 2       |
| Mozambico          | 2 – 4             | Marocco            | 2 – 0  | 0 – 4       |
| Sierra Leone       | 2 – 2 (gfc)       | Tunisia            | 2 – 2  | 0 – 0       |
| Guinea             | 1 – 2             | Niger              | 1 – 0  | 0 – 2       |
| Sudan              | 5 – 5 (gfc)       | Etiopia            | 5 – 3  | 0 – 2       |
| Libia              | 0 – 3             | Algeria            | 0 – 1  | 0 – 2       |
| Costa d'Avorio     | 6 – 2             | Senegal            | 4 – 2  | 2 – 0       |
| RD del Congo       | 5 – 2             | Guinea Equatoriale | 4 – 0  | 1 – 2       |
| Gabon              | 2 – 3             | Togo               | 1 – 1  | 1 – 2       |
| Rep. Centrafricana | 2 – 3             | Burkina Faso       | 1 – 0  | 1 – 3       |

### Andata
| Arbitro: | Jedidi |

|                                          |           |  |
| Diabaté 27’ (rig.) N'Diaye 59’ Maïga 77’ | Marcatori |  |

| Arbitro: | Nampiandraza |

|                                       |           |            |
| Mateus 4’ (aut.) Billiat 21’ Gutu 35’ | Marcatori | 56’ Djalma |

| Arbitro: | Benouza |

|                   |           |  |
| Atsu 8’ Annan 53’ | Marcatori |  |

| Arbitro: | Coulibaly |

|                          |           |                                |
| O. Roberts 8’ Oliseh 66’ | Marcatori | 22’ Igiebor 26’ (rig.) I. Uche |

| Arbitro: | Doue |

|                |           |  |
| C. Katongo 18’ | Marcatori |  |

| Arbitro: | Otogo-Castane |

|                         |           |  |
| Ricardo 15’ Djaniny 61’ | Marcatori |  |

| Arbitro: | Kirwa |

|                          |           |  |
| Miro 75’ Domingues 90+3’ | Marcatori |  |

| Arbitro: | Abdelrahman |

|                       |           |                       |
| Suma 8’ A. Kamara 85’ | Marcatori | 65’ Gharbi 87’ Msakni |

| Arbitro: | Bennett |

|             |           |  |
| Yattara 51’ | Marcatori |  |

| Arbitro: | Alioum |

|                                                      |           |                           |
| Careca 7’ Bisha 15’ Omer 45+1’ Tahir 83’ (rig.), 90’ | Marcatori | 14’, 50’ Kebede 68’ Girma |

| Arbitro: | Diatta |

|  |           |             |
|  | Marcatori | 88’ Soudani |

| Arbitro: | El Ahrach |

|                                                     |           |                      |
| Kalou 43’ Gervinho 65’ Drogba 80’ (rig.) Gradel 85’ | Marcatori | 33’ N'Doye 60’ Cissé |

| Arbitro: | Seechurn |

|                                             |           |  |
| Mbokani 56’, 80’ Kanda 61’ Ronan 73’ (aut.) | Marcatori |  |

| Arbitro: | Sikazwe |

|            |           |              |
| Cousin 69’ | Marcatori | 77’ Adebayor |

| Arbitro: | Gassama |

|            |           |  |
| Mabidé 21’ | Marcatori |  |

### Ritorno
| Arbitro: | Nampiandraza |

|             |           |                                                 |
| Sembowa 90’ | Marcatori | 29’ Diabaté 60’ Maïga 77’ Samassa 85’ K. Traoré |

| Arbitro: | Kirwa |

|                |           |  |
| Manucho 5’, 7’ | Marcatori |  |

| Arbitro: | Abdelrahman |

|  |           |           |
|  | Marcatori | 4’ Acquah |

| Arbitro: | Bennett |

|                                                                 |           |          |
| Ambrose 1’ Musa 38’ Moses 48’, 88’ Mikel 50’ (rig.) I. Uche 72’ | Marcatori | 80’ Wleh |

| Arbitro: | Haimoudi |

|                                                                         |                      |                                                                                   |
| Massa 25’                                                               | Marcatori            |                                                                                   |
| Walusimbi Mwesigwa Masaba Onyango Okwi Kizza Mawejje Oloya Kizito Ochan | Tiri di rigore 8 – 9 | C. Katongo Mayuka Chansa Sinkala Mweene F. Katongo Sakuwaha Kampamba Nkausu Sunzu |

| Arbitro: | Grisha |

|                     |           |            |
| Emana 22’ Eto'o 90’ | Marcatori | 12’ Héldon |

| Arbitro: | Alioum |

|                                                          |           |  |
| Barrada 43’ Kharja 67’ (rig.) El-Arabi 85’ Amrabat 90+4’ | Marcatori |  |

| Monastir 13 ottobre 2012, ore 19:15 UTC+1 | Tunisia    | 0 – 0 referto | Sierra Leone | Stade Mustapha Ben Jannet\| Arbitro: \| Lemghaifry \| |
| Arbitro:                                  | Lemghaifry |               |              |                                                       |

| Arbitro: | Gassama |

|                       |           |  |
| Chikoto 74’ Garba 85’ | Marcatori |  |

| Arbitro: | Diatta |

|                    |           |  |
| Girma 61’ Said 64’ | Marcatori |  |

| Arbitro: | Bangoura |

|                       |           |  |
| Soudani 6’ Slimani 7’ | Marcatori |  |

| Arbitro: | Jedidi |

|  |           |                        |
|  | Marcatori | 50’, 71’ (rig.) Drogba |

| Arbitro: | Fall |

|                           |           |             |
| Ricardinho 23’ Judson 35’ | Marcatori | 43’ Mulumbu |

| Arbitro: | Seechurn |

|                       |           |            |
| Wome 36’ Adebayor 57’ | Marcatori | 80’ Cousin |

| Arbitro: | El Ahrach |

|                                     |           |          |
| Traoré 18’, 90+6’ Dagano 40’ (rig.) | Marcatori | 7’ Manga |

## Classifica marcatori
Aggiornata al 14 ottobre 2012
3 reti
- Islam Slimani
- El Arbi Hillel Soudani
- Ryan Mendes

- Didier Drogba
- Adane Girma
- Ikechukwu Uche

- Dieumerci Mbokani
- Trésor Mputu
- Jair Nunes

2 reti
- Manucho
- Alain Traoré
- Djaniny
- Leger Djime
- Daniel Cousin
- Atusaye Nyondo
- Cheick Diabaté

- Modibo Maïga
- Victor Moses
- Ahmed Musa
- David Manga
- Hilaire Momi
- Prince Oniangué
- Dioko Kaluyituka

- Déo Kanda
- Teteh Bangura
- Kei Kamara
- Muhannad Tahir
- Emmanuel Adebayor
- Geoffrey Massa
- Knowledge Musona

1 rete
- Sofiane Feghouli
- Foued Kadir
- Antar Yahia
- Djalma
- Mickaël Poté
- Tebogo Sembowa
- Moumouni Dagano
- Laudy Mavugo
- Valery Nahayo
- Achille Emana
- Samuel Eto'o
- Benjamin Moukandjo
- Eric Maxim Choupo-Moting
- Dady
- Héldon
- Ricardo
- Fernando Varela
- Toni Varela
- Mahamat Labbo
- Gervinho
- Max Gradel
- Salomon Kalou
- Emad Motaeb
- Mohamed Salah
- Mohamed Zidan
- Getaneh Kebede
- Saladin Said
- Momodou Ceesay
- Saihou Gassama
- Anthony Annan

- Afriyie Acquah
- Christian Atsu
- Ibrahim Yattara
- Javier Balboa
- Ben Konaté
- James Situma
- Allan Wanga
- Sekou Oliseh
- Omega Roberts
- Dioh Williams
- Patrick Wleh
- Paulin Voavy
- John Banda
- Joseph Kamwendo
- Mahamadou N'Diaye
- Mamadou Samassa
- Kalilou Traoré
- Nordin Amrabat
- Abdelaziz Barrada
- Youssef El-Arabi
- Houssine Kharja
- Clésio Bauque
- Domingues
- Miro
- Jerry Sitoe
- Issoufou Boubacar Garba
- Mohamed Chikoto
- Efe Ambrose
- Nosa Igiebor

- John Obi Mikel
- Foxi Kéthévoama
- Vianney Mabidé
- Fabrice N'Guessi
- Issama Mpeko
- José
- Lasset
- Papiss Cissé
- Dame N'Doye
- Alhassan Kamara
- Medo Kamara
- Sheriff Suma
- Mohamed Ahmed Bashir
- Mudather El Tahir
- Mosaab Omer
- Mwinyi Kazimoto
- Aggrey Morris
- Razak Boukari
- Serge Gakpé
- Dové Wome
- Fatah Gharbi
- Youssef Msakni
- Andrew Mwesigwa
- Emmanuel Okwi
- Mike Sserumaga
- Godfrey Walusimbi
- Christopher Katongo
- Khama Billiat
- Archford Gutu

Autoreti
- Mateus (1, pro  Zimbabwe)
- Ronan (1, pro  RD del Congo)